# Bioblapsis henryi
Bioblapsis henryi là một loài tò vò trong họ Ichneumonidae.